# Partia Demokratyczna – demokraci.pl
Die Partia Demokratyczna – demokraci.pl (deutsch Demokratische Partei, PD) war eine linksliberale politische Partei in Polen. Sie ging 2005 aus der Unia Wolności (UW) hervor, die 1993 aus einem Zusammenschluss aus der Unia Demokratyczna (UD) und dem Kongres Liberalno-Demokratyczny (KLD) entstanden war. Am 12. November 2016 vereinigte sich die PD mit der PO-Abspaltung Europejscy Demokraci (Europäische Demokraten) zur Unia Europejskich Demokratów.

## Geschichte
Anfang 2005 wurde die Unia Wolności in Partia Demokratyczna – demokraci.pl umgewandelt. Die neue PD setzte sich als einzige politische Partei Polens gegen das Festhalten der Regierung Leszek Millers am Vertrag von Nizza ein und stand für die rasche Ratifizierung des EU-Verfassungsvertrags.
2006 schloss sich die PD mit den sozialdemokratischen Parteien Sojusz Lewicy Demokratycznej (SLD) und Socjaldemokracja Polska (SdPL) sowie der linken Unia Pracy (UP) zum politischen Bündnis Lewica i Demokraci (LiD) zusammen. Dank dieses Bündnisses erhielt die PD nach der Parlamentswahl 2007 drei Abgeordnetensitze im Sejm. Nachdem am 29. März 2008 Wojciech Olejniczak das Ende der Zusammenarbeit der SLD mit der PD im Rahmen der LiD ankündigte und auch die SdPL sich am 19. April 2008 von der LiD lossagte, bedeutete dies das faktische Ende der LiD und am 22. April wurde die Fraktion im Sejm formell aufgelöst. Als Reaktion darauf gründete die PD den sogenannten Demokratischen Abgeordnetenkreis.
Von Februar 2009 bis Juni desselben Jahres arbeitete die PD mit der sozialdemokratischen SdPL und den Zieloni 2004 in der Wahlinitiative Porozumienie dla Przyszłości – CentroLewica (Einigung für die Zukunft, kurz PdP) zusammen, einer Art Mitte-links-Bündnis. Dadurch versprach man sich eine höhere Chance auf einen erneuten Einzug in das Europäische Parlament. Die Erwartungen wurden allerdings nicht erreicht, so dass die PD bei der Europawahl in Polen 2009 aus dem Europäischen Parlament ausschied. Die PD war bis zur Fusion Mitglied der liberalen Europapartei ALDE.

## Parteivorsitzende
- 2005–2006: Władysław Frasyniuk
- 2006–2009: Janusz Onyszkiewicz
- 2009–2012: Brygida Kuźniak
- 2012–2015: Andrzej Celiński
- 2015–2016: Elżbieta Bińczycka

## Wahlergebnisse bei Wahlen zum Sejm
- 2005: 2,45 %
- 2007: 13,15 % (im Wahlbündnis LiD)

## Wahlergebnisse bei den Präsidentschaftswahlen
- 2005: Henryka Bochniarz – 1,26 %

## Wahlergebnisse bei Wahlen zum Europäischen Parlament
- 2009: 2,44 % (im Wahlbündnis Porozumienie dla Przyszłości – CentroLewica)